# Michael Lofink
Michael Lofink (* 11. November 1980) ist ein deutscher Radsportler, Special-Olympics-Athlet und -Funktionär. Bei den Special Olympics World Games 2019 in Abu Dhabi gewann er beim 15-Kilometer-Straßenrennen und beim Zeitfahren über 10 Kilometer zwei Goldmedaillen. Er arbeitet als Koch und Konditor im Kultur- und Begegnungszentrum fideljo der Johannes-Diakonie Mosbach.

## Leben und Karriere

### Radsport
Seit 2008 nimmt Michael Lofink für die Johannes-Diakonie Mosbach an Radsportwettbewerben von Special Olympics teil. Höhepunkt seiner bisherigen Karriere war die Teilnahme bei den Special Olympics World Games 2019 in Abu Dhabi, bei denen er als Teil der deutschen Delegation beim 15-Kilometer-Straßenrennen und beim Zeitfahren über 10 Kilometer auf dem Formel-1-Kurs „Yas Marina Circuit“ zwei Goldmedaillen errang. Darüber hinaus erreichte er beim 40-Kilometer-Straßenrennen einen 4. Platz.
Michael Lofink wird in Mosbach und Schwarzach (Odenwald) von Martin Weber und Claudia Geiger trainiert. Er ist Mitglied der Radsportabteilung des TV Mosbach und Teil einer Trainingsgruppe im Kraft-Werk Schwarzach e.V., dessen Vorsitzender Oliver Caruso Special-Olympics-Athleten wie Lofink fördert.

### Triathlon
Nach mehreren Teilnahmen an Triathlon-Staffeln bei Jedermann-Wettbewerben in Heilbronn und Eberbach, bei denen Lofink jeweils die Radstrecke übernahm, absolvierte er im August 2024 beim Jedermann-Triathlon in Lorsch erstmals einen Triathlon als Einzelathlet. Für die Strecke über 500 Meter Schwimmen, 20 Kilometer Radfahren und 5 Kilometer Laufen benötigte er 1:23:39 Stunden. Mittelfristige Ziele sind die Triathlon-Teilnahme an den nationalen Spielen von Special-Olympics Deutschland 2026 im Saarland und eine Qualifikation als Triathlet für die World Games von Special Olympics 2027 in Chile.

### Freiwasser-Schwimmen
Da Triathlon bei den baden-württembergischen Landesspielen von Special Olympics 2025 in Heilbronn/Neckarsulm im Wettbewerbs-Programm nicht angeboten wird, startet Michael Lofink über 1500 Meter im Freiwasserschwimmen, gemeinsam mit seinen Teamkolleginnen Patrizia Spaulding und Elke Jäger. Trainiert werden die Trainingsgruppe unter anderem von Ex-Triathlon-Profi Timo Bracht in Eberbach.

### Funktionärstätigkeit
Michael Lofink ist Vorsitzender des Athletenrats und Präsidiumsmitglied von Special Olympics Baden-Württemberg. 2024 wurde er außerdem als Vizepräsident ins „Regional Athletes Leadership Council“ von Special Olympics Europe/Eurasia gewählt. Dieses Gremium besteht neben Lofink aus Vertreterinnen und Vertretern aus Italien, Malta, Ungarn, Irland, Großbritannien, Estland und Finnland.

## Trivia
Michael Lofink wurde 2020 von der Sportredaktion des Südwestrundfunks zur Wahl des „SWR Sporthelden 2020“ nominiert. Neben dem Gewinn zweier Goldmedaillen bei den Special Olympics World Games 2019 hatte er sich in Abu Dhabi als fairer Sportsmann bewiesen, als er beim 15-Kilometer-Straßenrennen seinen größten Konkurrenten, den Mexikaner Alejandro Elias, daran hinderte, das Rennen eine Runde zu früh zu beenden. Elias verstand, fuhr weiter und holte letztlich noch hinter Lofink die Silbermedaille.